# Mambo Italiano (chanson)
 (novembre 2021).
Si vous disposez d'ouvrages ou d'articles de référence ou si vous connaissez des sites web de qualité traitant du thème abordé ici, merci de compléter l'article en donnant les références utiles à sa vérifiabilité et en les liant à la section « Notes et références ».
Pour les articles homonymes, voir Mambo Italiano.
Mambo Italiano est une chanson populaire écrite par Bob Merrill en 1954 pour Rosemary Clooney.
Une autre version a été enregistrée par Dean Martin. Au Royaume-Uni, la chanson a été enregistrée par Alma Cogan en 1955.
En France, ce morceau est repris par Dario Moreno puis par Line Renaud (paroles adaptées par André Salvet et Hubert Ithier). Les Blues Stars ont aussi interprété cette chanson sur leur premier microsillon 25 cm paru en novembre 1954. Sophia Loren danse sur cette chanson dans le film Pain, amour, ainsi soit-il de 1955.
Les groupes Shaft et Wiseguy Orchestra en ont fait des versions dance, inspirées par le Mambo n°5 de Lou Bega.
Le disc jockey Martin Block, qui diffuse sur la station WABC de la radio de New York, a refusé de jouer la chanson à cause de certaines portions de la chanson qu'il jugeait choquantes.
La chanson a été reprise en 2003 par la chanteuse Bette Midler sur son album Bette Midler Sings the Rosemary Clooney Songbook,  en 2006 par l'acteur et chanteur français Gérard Darmon dans son album Dancing, en 2007 par Dany Brillant sur l'album Histoire d'un amour et en Espagne pour la musique du spot TV pour la marque de bière Cruzcampo (titre : Despierta ya).
La version de Rosemary Clooney a été utilisée dans plusieurs films, notamment dans Married to the Mob (1988), Mermaids (1990), A Man of No Importance (1994), Big Night (1996) et Mickey Blue Eyes (1999). 
Manu Chao en a enregistré une version un peu différente intitulée Mambo Colombiano (album Radio Popolare).